# نقولا مارشال
نقولا مارشال (بالإنجليزية: Nicola Marschall)‏ (و. 1829 – 1917 م) هو فنان، ورسام من الإمبراطورية الألمانية . ولد في سنت وندل. توفي في لويفيل، كنتاكي.

## معرض صور

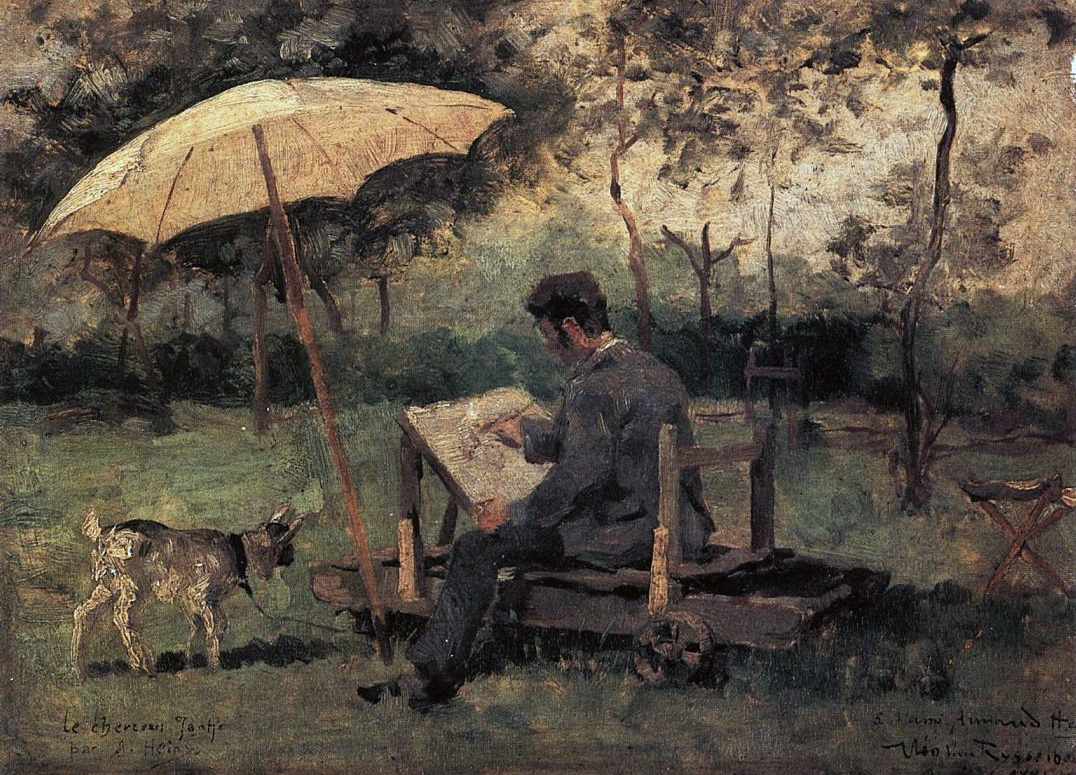
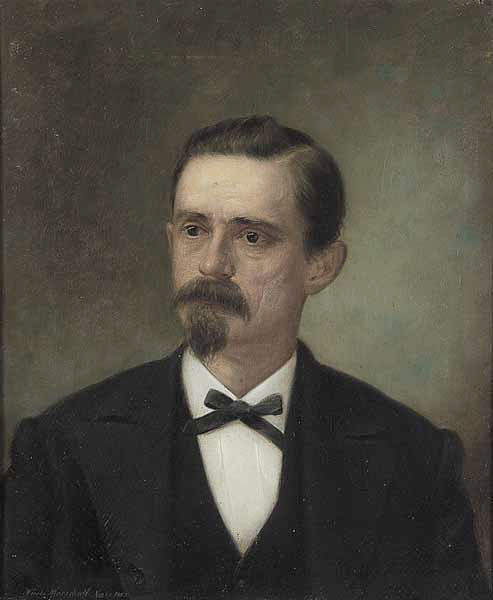
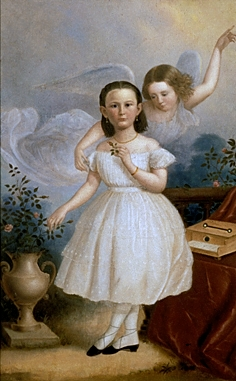
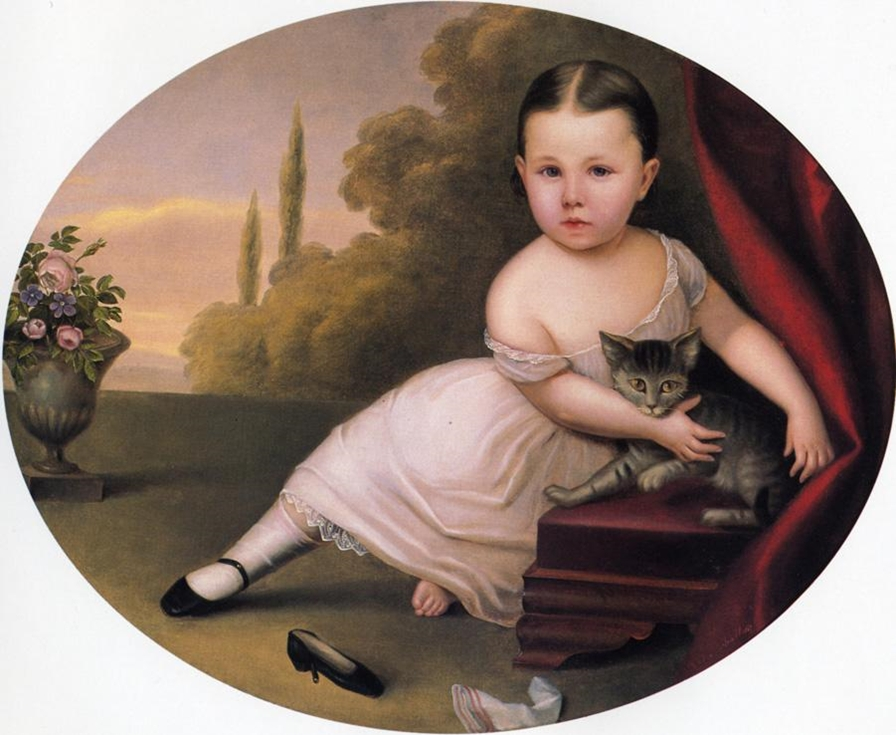
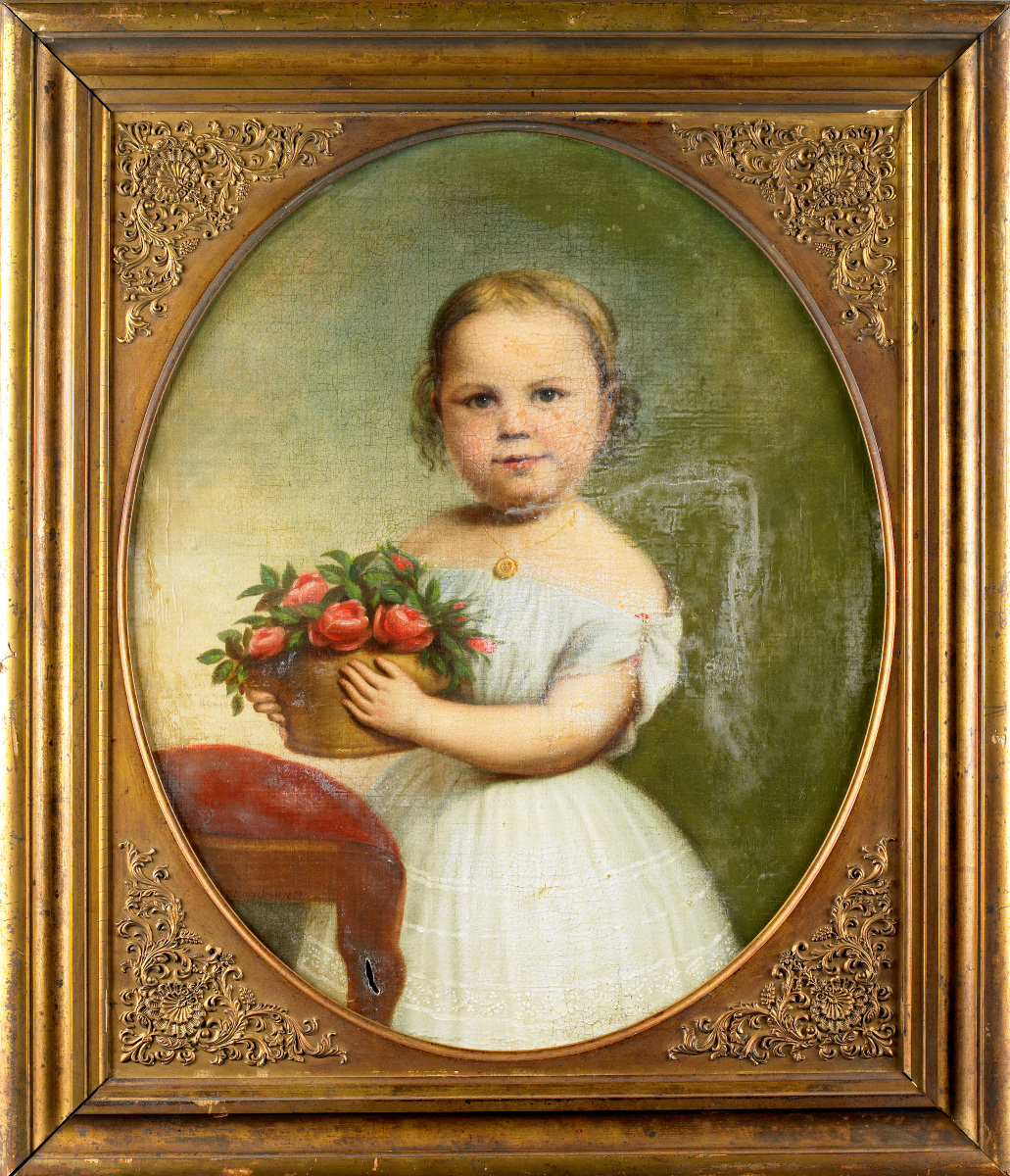

## أعمال بارزة
من أهم أعماله:
- Edward Henry Bernhard
- Mary Susan Robins
- Sarah Rebecca Robins.